# Couratari tauari
Couratari tauari é uma espécie de planta lenhosa da família Lecythidaceae.
Apenas pode ser encontrada no Amazonas, Rondônia e Pará, Brasil. Amapá na região do navio.
Esta espécie está ameaçada por perda de habitat e por sobre-exploração da madeira.
A madeira é considerada boa no Acre, embora empene.